# Panache de la Gironde
Panache de la Gironde este o arie protejată (arie de protecție specială avifaunistică — SPA) din Franța întinsă pe o suprafață de 95.080 ha, integral marine.

## Localizare
Centrul sitului Panache de la Gironde este situat la coordonatele 45°33′19″N 1°24′53″W / 45.55517°N 1.41482°V.

## Înființare
Situl Panache de la Gironde a fost declarat arie de protecție specială avifaunistică în baza directivei 79/409 din 1979 referitoare la conservarea păsărilor sălbatice pentru a proteja 13 specii de animale.

## Biodiversitate
Situată în ecoregiunea atlantică, aria protejată nu include niciun habitat protejat.
La baza desemnării sitului se află mai multe specii protejate de  păsări (13): alca (Alca torda), Catharacta skua, chirighiță neagră (Chlidonias niger), Larus argentatus, pescăruș sur (Larus canus), pescăruș negricios (Larus fuscus), Larus marinus, rață neagră (Melanitta nigra), sula bassana (Morus bassanus), Puffinus puffinus mauretanicus, Rissa tridactyla, chiră de mare (Sterna sandvicensis), Uria aalge.